# Peu de rata anisat
El peu de rata anisat (Ramaria gracilis) és una espècie de bolet de l'ordre dels gomfals (Gomphales). És un peu de rata tòxic i poc comú, de port petit i gràcil característic que dóna origen al seu nom científic.

## Descripció
És ramificat, en forma de corall, i de superfície llisa, com la resta de peus de rata. Mesura entre 5 i 8 cm d'amplada i entre 5 i 7 cm d'alçada. La base està poc desenvolupada i de la qual sorgeixen diverses branques principals que se subdivideixen consecutivament. Les ramificacions es formen majoritàriament de dues en dues i els seus extrems acaben en una o més puntes punxegudes. Tot ell és de color de blanquinós a ocraci rosat pàl·lid o ocraci groguenc, i té la superfície pruïnosa (és a dir, com si hagués estat recoberta per pólvores de talc). La carn és consistent i té el mateix color que la resta del bolet. Té un sabor amargant, malgrat que desprèn una olor anisada molt agradable. L'esporada és de color ocraci. Les espores es produeixen en basidis tetraspòrics i són petites (de 5-7 x 3,5-4,5 µm), el·lipsoidals i berrugoses. No s'observen cistidis.

## Hàbitat
Generalment, viu sobre fusta en descomposició en els boscos de pi roig (Pinus sylvestris). Creix en zones de muntanya (entre 700 i 1.500 m d'altitud) sobretot durant la tardor (entre el setembre i el novembre), sovint formant petits grups.

## Distribució geogràfica
Es troba a Noruega, la Gran Bretanya, França, Catalunya (el Parc Natural del Cadí-Moixeró), les illes d'Eivissa, Mallorca (la serra de Tramuntana) i Menorca, i São Paulo. Els informes de la seua presència a Austràlia sembla que són errors d'identificació amb Ramaria filicicola.

## Confusió amb altres espècies
És un bolet tòxic que es pot reconèixer bé per la mida petita, pel color ocraci pàl·lid i per l'olor d'anís de la carn. L'única confusió possible és amb Clavulina cristata, però aquesta espècie no desprèn l'olor anisada del peu de rata anisat.